# Zwiebelfisch (Kolumne)
Der Zwiebelfisch war eine Kolumne des Autors Bastian Sick, die von Mai 2003 bis 2012 bei Spiegel Online und seit Februar 2005 auch in der monatlichen Kulturbeilage des gedruckten Spiegel-Magazins erschien.

## Entwicklung der Kolumne
Die Kolumne entstand aus Sicks Tätigkeit als Dokumentar und Korrektor in der Redaktion des Spiegel Online, während der er Memos zu Fehlerquellen an die Redakteure schrieb. Der Name der Kolumne bezieht sich auf den Ausdruck „Zwiebelfisch“ aus der Druckersprache, der einzelne in falschen Schrifttypen gesetzte Buchstaben in einem Text bezeichnet.
Der Zwiebelfisch bestand anfänglich nur aus der eigentlichen Kolumne; sie wurde bald bei vielen Lesern beliebt. So kamen mit der Zeit weitere Rubriken hinzu: Das Zwiebelfisch-Abc mit kurzen Erklärungen zu Begriffen, Leserzuschriften unter anderem mit Fragen an den Zwiebelfisch und die Zwiebelfischchen, eine kommentierte Sammlung von Fotos und Dokumenten zu Sprachkuriositäten des Alltags, die von Lesern des Zwiebelfisch eingesendet wurden.

## Der Dativ ist dem Genitiv sein Tod
Der Dativ ist dem Genitiv sein Tod ist der Titel einer sechsteiligen Buchreihe von Bastian Sick, die aus der Sammlung der Zwiebelfisch-Kolumnen entstanden ist. Auf unterhaltsame Weise werden Zweifelsfälle der Grammatik, der Rechtschreibung und der Zeichensetzung sowie von Bastian Sick als unschön empfundene Ausdrucksweisen der deutschen Sprache behandelt. Es ist auch ein PC-Spiel zum Buch erschienen.
Die Bände führten zeitweise die Buchverkaufslisten an. Vom ersten Band von Der Dativ ist dem Genitiv sein Tod wurden innerhalb zweier Jahre mehr als zwei Millionen Exemplare verkauft.
Zwei Sprachwissenschaftler haben 2009 die These vertreten, hinter Sicks Texten stehe eine Sprachauffassung, die intolerant, diskriminierend und dadurch sozial schädlich sei; man solle Sicks Bücher deshalb nicht für den Schulunterricht verwenden. In einigen Bundesländern sind Artikel aus den Büchern als Unterrichtsmaterial eingesetzt worden. Dem Vorwort Sicks vom August 2005 zufolge soll Der Dativ ist dem Genitiv sein Tod im Saarland in den Kanon der Pflichtbücher für das Abitur aufgenommen worden sein. Dies lässt sich zumindest für spätere Lehr- und Lektürepläne des Saarlands nicht bestätigen.

## Rezeption
Die Kolumne ist als sprachkritisch oder als sprachpflegerisch bezeichnet worden. Sicks Bücher und Kolumnen wurden von einigen als unterhaltsam und lehrreich bewertet, von anderen jedoch negativ, so unter anderem von den Linguisten Peter Eisenberg, Theodor Ickler, Anatol Stefanowitsch, André Meinunger und Jan Georg Schneider. Letzterer schrieb 2008, die Kolumnen seien „größtenteils in einem flapsigen, humorvoll gemeinten Stil geschrieben“; dieser könne „die allzeit oberlehrerhaften Untertöne nicht kaschieren“. Nach Vilmos Ágel und Manfred Kaluza seien Sicks Kolumnen für den Schulunterricht nicht geeignet, da sie sachliche Fehler enthielten (z. B. grammatische Unterscheidungen ignorierten), häufig nur irrelevante Spitzfindigkeiten zum Gegenstand hätten und nur ungenügend Belege angegeben seien. Laut Ágel verfüge Sick nicht über die fachwissenschaftliche Kompetenz, die ihn befugen würde, anderen grammatische Ratschläge und Lösungsvorschläge im Bereich der deutschen Grammatik zu erteilen. Péter Maitz und Stephan Elspaß begründen die Untauglichkeit für den Deutschunterricht damit, dass die hinter Sicks Texten stehende Sprachauffassung intolerant, diskriminierend und sozial schädlich sei.
Hauptkritikpunkt war die als dogmatisch und normativ empfundene Herangehensweise Sicks an Sprache und die damit verbundene strikte Einteilung in „richtig“ und „falsch“. Nach Schneider wird beispielsweise die Behauptung Sicks, dass das Wort schrittweise kein Adjektiv, sondern nur ein Adverb sei, nicht dem Sprachwandelprozess gerecht. Sick vernachlässige die diaphasische Variation von Sprache, also die Tatsache, dass Sprecher nicht immer dieselbe Art von Sprache verwenden, sondern diese auch von der Kommunikationssituation abhängig ist. So sehe er in Eigenheiten der Umgangssprache eine Bedrohung für die Strukturen der schriftlichen Standardsprache. Weiterhin unterliefen Sick nach Ansicht von Kritikern etymologische und philosophische Fehlschlüsse, im Speziellen vermische er diachrone und synchrone Sprachaspekte, was beispielsweise in seiner Behandlung des Begriffs Sinn machen zu sehen sei. Überdies wird ihm von Claudius Seidl in der Frankfurter Allgemeinen Zeitung attestiert, dass er „sich in anderer Leute Fehler, Floskeln und falsche Fremdwörter“ verbeiße, „ein Pedant und Besserwisser“ sei, aber „anscheinend das Problem“ habe, „es selber nicht besser“ zu können.
Ebenfalls kritisiert wird, dass Sick die Übertreibung als Stilmittel zur Verdeutlichung einsetze und damit das Bild der Sprachrealität verzerre. Darüber hinaus stütze Sick seine Argumente – vor allem gegen wörtlich übersetzte englische Begriffe – häufig nur auf sein Sprachgefühl; allerdings liefere der bloße Hinweis auf ein Sprachwandelphänomen keinen hinreichenden Grund zur Kritik desselben.
Der Linguist Karsten Rinas attestiert Sick diverse sachliche Fehler und nachlässige Argumentationen, doch wendet er sich zugleich gegen die von vielen seiner Kollegen (z. B. von André Meinunger und Stephan Elspaß) propagierte prinzipielle Ablehnung der Sprachpflege und Sprachkritik. Rinas plädiert stattdessen dafür, dem Anliegen der Sprachpflege mehr Verständnis entgegenzubringen und die Argumente ihrer gemäßigten Vertreter (zu denen beispielsweise Dieter E. Zimmer gehört) auch von sprachwissenschaftlicher Seite differenziert zu würdigen.

### Originalliteratur
Die Zwiebelfisch-Kolumnen wurden in zehn Büchern zusammengefasst:
- Bastian Sick: Der Dativ ist dem Genitiv sein Tod, Folge 1 – Ein Wegweiser durch den Irrgarten der deutschen Sprache. Kiepenheuer und Witsch, Köln 2004, ISBN 3-462-03448-0 (Hörbuch: ISBN 3-89813-400-8)
- Bastian Sick: Der Dativ ist dem Genitiv sein Tod, Folge 2 – Neues aus dem Irrgarten der deutschen Sprache. Kiepenheuer und Witsch, Köln 2005, ISBN 3-462-03606-8 (Hörbuch: ISBN 3-89813-445-8)
- Bastian Sick: Der Dativ ist dem Genitiv sein Tod. Folge 3 – Noch mehr aus dem Irrgarten der deutschen Sprache. Kiepenheuer und Witsch, Köln November 2006, ISBN 3-462-03742-0 (Hörbuch: ISBN 3-89813-566-7)
- Bastian Sick: Der Dativ ist dem Genitiv sein Tod. Folge 4 – Das Allerneueste aus dem Irrgarten der deutschen Sprache. Kiepenheuer und Witsch, Köln 2009, ISBN 3-462-04164-9 (Hörbuch: ISBN 978-3-89813-881-9)
- Bastian Sick: Der Dativ ist dem Genitiv sein Tod. Folge 5. Kiepenheuer und Witsch, Köln 2013, ISBN 978-3-462-04495-9 (Hörbuch: ISBN 978-3-86231-273-3)
- Bastian Sick: Der Dativ ist dem Genitiv sein Tod. Folge 6. Kiepenheuer und Witsch, Köln 2015, ISBN 978-3-462-04803-2
- Bastian Sick: Happy Aua – Ein Bilderbuch aus dem Irrgarten der deutschen Sprache. Kiepenheuer und Witsch, Köln 2007, ISBN 978-3-462-03903-0
- Bastian Sick: Happy Aua, Folge 2 – Ein Bilderbuch aus dem Irrgarten der deutschen Sprache. Kiepenheuer und Witsch, Köln November 2008, ISBN 978-3-462-04028-9
- Bastian Sick: Hier ist Spaß gratiniert: Ein Bilderbuch aus dem Irrgarten der deutschen Sprache. Kiepenheuer und Witsch, Köln 2010, ISBN 978-3-462-04223-8.
- Bastian Sick: Füllen Sie sich wie zu Hause: Ein Bilderbuch aus dem Irrgarten der deutschen Sprache. Kiepenheuer und Witsch, Köln 2014, ISBN 978-3-462-04700-4.

### Kritische Literatur
- Vilmos Ágel: Bastian Sick und die Grammatik. Ein ungleiches Duell – Informationen Deutsch als Fremdsprache, 35. Jg., Heft 1, 2008, S. 64–84.
- Manfred Kaluza: „Der Laie ist dem Linguisten sein Feind“. Anmerkungen zur Auseinandersetzung um Bastian Sicks Sprachkolumnen – Informationen Deutsch als Fremdsprache, 35. Jg., Heft 4, 2008, S. 432–442.
- Péter Maitz und Stephan Elspaß: Warum der »Zwiebelfisch« nicht in den Deutschunterricht gehört. in: Informationen Deutsch als Fremdsprache 34, H. 5/2007, S. 515–526.
- Péter Maitz und Stephan Elspaß: Sprache, Sprachwissenschaft und soziale Verantwortung – wi(e)der Sick’ in: Info DaF: Information Deutsch als Fremdsprache 2009 36-1
- André Meinunger: Sick of Sick? Ein Streifzug durch die Sprache als Antwort auf den »Zwiebelfisch«. Kadmos, Berlin 2008. ISBN 978-3-86599-047-1.
- Karsten Rinas: Sprache, Stil und starke Sprüche. Bastian Sick und seine Kritiker. Lambert Schneider/WBG, Darmstadt 2011. ISBN 978-3-650-24659-2.
- Michael Schümann: Wer hat Angst vor Bastian Sick? – Das Verhältnis der Sprachwissenschaft zu einem Bestsellerautor und Unterhaltungskünstler. in: Der Sprachdienst 5/2007, S. 201–208.
- Jan Georg Schneider: Das Phänomen Zwiebelfisch – Bastian Sicks Sprachkritik und die Rolle der Linguistik. in: Der Sprachdienst 4/2008, S. 172–180.
- Jan Georg Schneider: Was ist ein sprachlicher Fehler? – Anmerkungen zu populärer Sprachkritik am Beispiel der Kolumnensammlung von Bastian Sick. in: Aptum 2/2005, S. 154–177.
- Claudius Seidl: Der Zwiebelfisch stinkt vom Kopf her. in: Frankfurter Allgemeine Sonntagszeitung, 5. November 2006.